# Christoph Anton Balzer
Christoph Anton Balzer (* 26. April 1818 in Altona; † 28. April 1871 in Hamburg) war ein Hamburger Kaufmann und Abgeordneter.

## Leben
Balzer besuchte nur die Volksschule, da seinen Eltern die nötigen Mittel fehlten, einen weiteren Schulbesuch zu finanzieren. Früh begann er eine Lehre in einem Altonaer Manufakturwarengeschäft und war nach seiner Lehrzeit dort weiter als Handlungsgehilfe tätig.
Balzer machte sich 1845 mit einem eigenen Woll- und Manufakturwarengeschäft in Hamburg selbständig. Schon im Jahr darauf gab er das Geschäft an seinen jüngeren Bruder ab und gründete mit einem Partner das Kommissions-, Speditions- und Agenturgeschäft unter der Firma Ziel & Balzer. 1852 wurde die Firma in Ziel, Balzer & Co. abgeändert, da Cäsar Bertheau, der seit 1850 stiller Teilhaber gewesen war, formell in die Firma einstieg. Dieselben Gesellschafter hatten auch ein Geschäft in San Francisco unter der Firma Ziel, Bertheau & Co. Nach dem Ausscheiden von Ziel setzten die verbliebenen Partner das Geschäft unter dem Namen Balzer & Co. fort. Nach dem Tode von Balzer wurde die Firma noch im Jahre 1871 liquidiert.
Balzer hat viel Zeit in privat gemeinnützige Bestrebungen investiert. Er war 1848 Mitbegründer und Vorkämpfer der freireligiösen Gemeinde, er war an der Gründung der Handwerker Vereinigung beteiligt sowie an der Gründung der Gesellschaft zur Errichtung von Arbeiterwohnungen auf Steinwärder, einer der ersten Baugenossenschaft. Am einflussreichsten war sein Engagement für die Gründung der Hamburger Volksbank, zu deren Vorsitzendem er bald nach der Gründung 1861 gewählt wurde. Er hat dieses Amt bis zu seinem Tode bekleidet. Von Freunden und Verehrern wurde Balzer in der Hamburger Kunsthalle ein Denkmal errichtet, eine von Engelbert Peiffer gearbeitete Marmorbüste, die 1873 enthüllt wurde.
Balzer war in den Jahren von 1849 bis 1852 ehrenamtlich als Armenpfleger tätig.
Von 1859 bis 1862 und von 1865 bis 1871 gehörte er der Hamburgischen Bürgerschaft an; er wurde in den allgemeinen Wahlen des 41. Bezirkes gewählt.